# Což v pravdě žádná krása není?
Což v pravdě žádná krása není? (v anglickém originále Is There in Truth No Beauty?) je pátý díl třetí řady seriálu Star Trek. Premiéra epizody v USA proběhla 18. října 1968, v České republice 16. května 2003.

## Příběh
Hvězdného data 5630.7 se hvězdná loď USS Enterprise NCC-1701 vedená kapitánem Jamesem Kirkem zhostí mimořádného úkolu. Loď má vzít za pasažéra medusanského velvyslance Kollose. Lawrence Marvick, jeden z hlavních konstruktérů Enterprise, ještě jednou upozorňuje, že pohlídne-li na medusana jakýkoliv člověk, v okamžiku zešílí z jejich zrůdného vzezření.
Kollos je na palubu transportován v kovovém kontejneru a s ním i jeho asistentka doktorka Miranda Jonesová. Pan Spock je vybrán pro prvotní setkání, protože vulkánci s vizorem lépe snášejí pohled na medusany. Dr. Jonesová byla vybrána jako asistentka díky svým telepatickým schopnostem. Spock se také domnívá, že díky dokonalému ovládání své mysli může rovněž snést pohled na zrůdnost medusanského velvyslance. Jonesová ovšem mírně žárlí, protože pan Spock měl být původně Kollosovým asistentem a tuto pozici odmítl. Navíc se po odchodu pana Spocka velvyslance ptala, co mohl vulkánec vidět oproti ní. Po společné večeři odchází Dr. Jonesová do své kajuty, ale je navštívena Marvickem, který je do ní zamilovaný a znovu jí prosí, aby se neucházela na stálo o místo asistentky Kollose. Jonesová mu znovu vysvětluje, že nemůže jeho city opětovat a tak se Marvick definitivně rozhodne Kollose zabít. Když ovšem na medusana pohlédne, podlehne šílenství. Když přiběhne do strojovny, Scotty si myslí, že s ním jde probrat některé systémy lodi a pustí jej k ovládacímu panelu. Teprve záhy se z hlášení dovídá, že je Marvick hledaný. Ten ale mezitím stihne změnit kurz lodi a přesáhnout maximální povolený warp, čímž se Enterprise ocitá mimo známou galaxii a veškeré navigační systémy jsou k ničemu.
Kirk navrhuje, že navigace lodi by se ostatně mohl ujmout Kollos, protože medusané jsou pověstní navigační schopností i v neznámých dimenzích. Doktorka proti tomu protestuje a tak se jí Kirk snaží zaměstnat po dobu, co Spock může provést vulkánské spojení myslí s Kollosem. Jonesová svou telepatií nakonec Kirka prohlédne a běží k velvyslancově kajutě. Radši, než Spock, nabízí se sama pro spojení s Kollosem. Dr. McCoy jí upozorňuje, že to není možné. Teprve nyní se i ostatní dozvídají, že doktorka je úplně slepá a jenom díky této vadě nezešílí při pohledu na medusana, ale nemůže vést loď vesmírem. Spock obdivuje její šaty šité z husté sítě senzorů, které jí udávají potřebné informace s přesností na centimetry, ale i tak není schopná manévrovat. Sama nakonec souhlasí s provedením zákroku od pana Spocka. Vše se povede a loď je zpět ve známém vesmíru. Při rozpojení myslí si však Spock zapomene vzít vizor a spatří Kollose vlastním zrakem a zešílí. Kapitán Kirk obviňuje doktorku z toho, že celou dobu záviděla Spockovi možnost spatřit Kollose a možná i jej přinutila zapomenout na můstku na vizor, který by jej ochránil. Po jeho odchodu se doktorka rozhoduje k riskantnímu spojení myslí a pokusí se jej vrátit zpět. Následně Spock přichází za McCoyem a Kirkem, ačkoliv lehce otřesen, zpět se zdravou myslí.
Enterprise dorazí do cíle a připravuje velvyslance k transportu. Spock se ještě loučí s doktorkou, která uznává, že není smyslem Kollose někdy zahlédnout, ale poznat jaký je bez znalosti jeho fyzické formy.